# China Molybdenum
China Molybdenum (CMOC) — китайская горнодобывающая и металлургическая компания, крупный производитель молибдена, кобальта (второе место в мире), меди, вольфрама и других цветных металлов. Штаб-квартира расположена в уезде Луаньчуань городского округа Лоян провинции Хэнань. В списке крупнейших компаний мира Forbes Global 2000 за 2021 год China Molybdenum заняла 1046-е место (610-е по размеру выручки, 1731-е по чистой прибыли, 1500-е по активам и 1240-е по рыночной капитализации).

## История
В 1988 году в Луаньчуане было создано две компании, Luanchuan County Metallurgical and Chemical Company («Металлургическая и химическая компания уезда Луаньчуань») и Luoyang Luanchuan Molybdenum Company («Молибденовая компания Лоян-Луаньчуань»). В декабре 1999 года эти две компании объединились, образовав Luoyang Luanchuan Molybdenum Group Co., Ltd. (компания с ограниченной ответственностью «Молибденовая группа Лоян-Луаньчуань»), владельцем которой является Комитет по надзору и управления государственными активами Лояна. 25 августа 2006 года группа основала дочернюю компанию China Molybdenum Company Limited, акции которой в следующем году были размещены на Гонконгской фондовой бирже. В 2012 году акции были размещены также и на Шанхайской фондовой бирже.
В 2013 году была куплена 80-процентная доля в австралийском руднике Нортпаркс в штате Новый Южный Уэльс (Northparkes, один из четырёх крупнейших в стране по запасам меди). В 2016 году у Anglo American за 1,5 млрд долларов были куплены активы по добыче и реализации фосфатов и ниобия в Бразилии. В 2016 году у Freeport-McMoRan была куплена 53-процентная доля в руднике Тенке-Фунгуруме в Демократической Республике Конго (ДРК), в 2017 году доля была увеличена до 80 %. В декабре 2020 года у той же компании был куплен ещё один рудник в ДРК, Кисанфу. В апреле 2021 года 25-процентная доля в этом руднике была продана Contemporary Amperex Technology. В 2018 году была куплена швейцарская торговая компания IXM, ранее принадлежавшая Louis Dreyfus Company. В августе 2021 года компания объявила о намерении вложить 2,5 млрд долларов в расширение производства меди и кобальта в ДРК.

## Собственники и руководство
Крупнейшим акционером является компания китайского миллиардера Юй Юна (Yu Yong, 于泳) Cathay Fortune (24,69 %). У контролируемой властями провинции Luoyang Mining Group почти столько же акций — 24,68 %.

## Деятельность
Компания является владельцем трёх рудников в КНР: Саньдаочжуан (молибден и вольфрам), Шанфангоу (молибден и железо) и Синьцзян (молибден); двух в Демократической Республике Конго: Тенке-Фунгуруме и Кисанфу (медь и кобальт); двух участков в Бразилии (фосфаты и ниобий) и золото-медного рудника в Австралии.
Подразделения по состоянию на 2020 год:
- Добыча и переработка минерального сырья:
  - Медь и кобальт — добыча и переработка руды меди и кобальта в ДРК; производство составило 182,6 тыс. тонн меди и 15,4 тыс. тонн кобальта; выручка 8,29 млрд юаней.
  - Молибден и вольфрам — добыча и переработка на рудниках в КНР, производство составило 13,8 тыс. тонн молибдена и 8,7 тыс. тонн вольфрама, а также 195,5 тыс. тонн концентрата железной руды; выручка 3,55 млрд юаней.
  - Ниобий и фосфаты — добыча фосфатов и ниобия в Бразилии, производство составило 1,09 млн тонн фосфатных удобрений и 9,3 тыс. тонн ниобия; выручка 5,2 млрд юаней.
  - Медь и золото — добыча и переработка на руднике Нортпаркс в Австралии, производство составило 27 тыс. тонн меди и 20,9 тыс. унций золота; выручка 1,44 млрд юаней.
- Торговля:
  - Торговля минеральным сырьём — выручка 39,2 млрд юаней.
  - Торговля чистыми металлами — выручка 54,9 млрд юаней.

Из 94 млрд юаней продаж металлов и минерального сырья в 2020 году 12,7 млрд пришлось на КНР, остальное на международные рынки.